# Назаров, Евгений Алексеевич
Евгений Алексеевич Назаров (19 сентября 1949, Котельники — 16 июля 2010) — советский футболист, защитник.

## Биография
Родился 19 сентября 1949 года в поселке Котельники Люберецкого района Московской области.
Воспитанник юношеской команды «Торгмаш» из Люберец. Член ВЛКСМ с 1965 года.
В 1971 году окончил  по специальности «футбольный тренер».
С 7 декабря 1972 года числился инструктором физкультуры в московском «Торпедо». Дебютировал в Высшей лиге СССР в 1973 году, сыграл за «Торпедо» 3 матча. В следующем году выступал только за дубль и 23 марта 1974 года был уволен по собственному желанию.
В 1974 и 1975 играл в Первой лиге за куйбышевскую команду «Крылья Советов» под руководством Виктора Кирша.